# HMS Truant
El HMS Truant (N68) fue un submarino de la clase T de la Marina Real Británica. Fue botado por Vickers Armstrong en Barrow el 5 de mayo de 1939. Luchó en la Segunda Guerra Mundial en el mar del Norte, mar Mediterráneo y océano Pacífico.

## Hundimiento
El Truant sobrevivió a la guerra y fue vendido para ser desguazado el 19 de diciembre de 1945. Naufragó en diciembre de 1946 mientras se dirigía al desguace.